# Mihalgazi
Mihalgazi ist eine Stadtgemeinde (Belediye) im gleichnamigen Ilçe (Landkreis) der Provinz Eskişehir in der türkischen Region Zentralanatolien und gleichzeitig ein Stadtbezirk der 1993 gebildeten Büyükşehir Belediyesi Eskişehir (Großstadtgemeinde/Metropolprovinz). Mihalgazi ist seit der Gebietsreform ab 2013 flächen- und einwohnermäßig identisch mit dem Landkreis.

## Geografie
Der flächenmäßig kleinste Landkreis/Stadtbezirk liegt im Norden der Provinz, etwa 30 Kilometer nördlich der Provinzhauptstadt Eskişehir. Er grenzt im Osten an Sarıcakaya, im Süden an Tepebaşı und im Nordwesten an die Provinz Bilecik. Durch den Ort und den Landkreis verläuft eine Straße, die Söğüt in der Provinz Bilecik im Westen mit Nallıhan in Ankara im Osten verbindet. Durch die Stadt fließt von Osten nach Westen der Fluss Sakarya. Beiderseits erheben sich Berge, im Norden ein Teil der Köroğlu Dağları, im Süden der Sündiken Dağları mit dem Bozaniç Tepesi.
Mihalgazi (hieß bis 1928 Gümele) kam vom Kreis Söğüt (Provinz Bilecik) und wechselte 1944 in die Provinz Eskişehir, später in den 1958 neugebildeten Kreis Sarıkaya (später Sarıcakaya benannt). Durch das Gesetz Nr. 3644 (erlassen am 20. Mai 1990) wurde der ehemalige Bucak Mihalgazi am 14. August 1991 als unabhängiger Kreis vom Landkreis Sarıcakaya abgespalten. 1967 erhielt Mihalgazi den Status einer Gemeinde (Belediye).

## Verwaltung
(Bis) Ende 2012 bestand der Landkreis neben der Kreisstadt aus der Stadtgemeinde (Belediye) Alpagut sowie 4 Dörfern (Köy), die während der Verwaltungsreform 2013/2014 in Mahalle (Stadtviertel/Ortsteile) überführt wurden. Die vier bestehenden Mahalle der Kreisstadt blieben erhalten, während die zwei Mahalle von Alpagut zu einer zusammengefasst wurden. Durch diese Herabstufungen stieg die Anzahl der Mahalle auf neun. Ihnen steht ein Muhtar als oberster Beamter vor.
Ende 2020 lebten durchschnittlich 344 Menschen in jedem Mahalle, 683 Einw. im bevölkerungsreichsten (Alpagut Mah.).